# وحيد عبد الصمد
وحيد عبد الصمد (15 مارس 1961 - 16 مايو 2014) ممثل ومخرج ومؤلف كويتي .

## عن حياته
تخرج من المعهد العالي للفنون المسرحية - قسم تمثيل وإخراج في العام 1987. كما شغل منصب عضو فرقة المسرح الكويتي في العام 1983 قبل أن يتولى رئاسة الفرقة وكان أيضاً رئيس قسم المسرح المدرسي في وزارة التربية، وعضواً مؤسساً للاتحاد الكويتي للمسارح الأهلية وعضوا في اللجنة الدائمة للفرق الأهلية في دول مجلس التعاون الخليجي ومن أهم أعمال المخرج وحيد عبد الصمد مسرحيات «أبو سند في باريس» العام 1980، «اوه يا مال»، مسرحية الأطفال «تويتي»، ومسرحية «ملك الليل».

## مناصب وعضويات[2][3]
- عضو عدة مجالس إدارية في المسرح الكويتي
- رئيس مجلس إدارة فرقة المسرح الكويتي
- عضو لجنة تحكيم في مسابقة العروض المسرحية للمسرح المدرسي لدول مجلس التعاون
- عضو اللجنة العالية للمسرح الخليجي
- رئيس قسم المسرح المدرسي في وزارة التربية
- عضو مؤسس للاتحاد الكويتي للمسارح الأهلية
- عضوا في اللجنة الدائمة للفرق الأهلية في دول مجلس التعاون الخليجي

- مستشار في اللجنة الثقافية بالمسرح الكويتي [4]

## الجوائز والتكريمات[3][4]
- جائزة النقاد في المهرجان المسرحي المحلي السادس [4]
- كرمه مهرجان الكويت الثاني عشر عام 2011
- جائزة مهرجان القاهرة في الفن التعبيري عام 1999
- جائزة فرقة المسرح الكويتي لمسرحية أوه يامال[5]
- جائزة المهرجان المسرحي المدرسي الخليجي الثالث
- جائزة فرقة المسرح الكويتي لمسرحية المشهد الرابع لهاملت

- تكريمه من قبل المهرجان المسرحي المدرسي الخليجي الرابع

## أعماله[2][6]

### التمثيل
| سنة الإنتاج | العمل                       | النوع           |
| ----------- | --------------------------- | --------------- |
| 1981        | عزوز                        | مسرحية          |
| 1983        | علي بابا                    | مسلسل           |
| 1983        | خلود                        | سهرة تليفزيونية |
| 1983        | تسمح تضحك                   | مسرحية          |
| 1983        | الخاتم العجيب               | مسرحية          |
| 1984        | تصفيق للعم                  | مسرحية          |
| 1985        | نشمي                        | مسلسل           |
| 1985        | سندس                        | مسرحية          |
| 1985        | إحنا شباب الديسكو           | مسرحية          |
| 1986        | حسام الدين في غابة الثعابين | مسرحية          |
| 1986        | صحن زلاطة                   | مسرحية          |
| 1986        | حب ومطب                     | مسلسل           |
| 1988        | المدرسة العجيبة             | مسرحية          |
| 1989        | الشفاف                      | مسرحية          |

### إخراج
| سنة الإنتاج | العمل                     | النوع  |
| ----------- | ------------------------- | ------ |
| 1987        | عودة السندباد             | مسرحية |
| 1990        | بوسند في باريس            | مسرحية |
| 1992        | هايد بارك                 | مسرحية |
| 1994        | هذا ولدنا                 | مسرحية |
| 1998        | الديناصور                 | مسرحية |
| 1997        | ملك الليل                 | مسرحية |
| 1999        | أوه يامال                 | مسرحية |
| 1999        | تويتي                     | مسرحية |
| 2001        | المشهد الرابع من هاملت    | مسرحية |
| 2004        | ليلة دفن الممثلة جيم      | مسرحية |
| 2007        | تميمة وحمدان وكتاب الزمان | مسرحية |

### تأليف
| سنة الإنتاج | العمل             | النوع  |
| ----------- | ----------------- | ------ |
| 1985        | إحنا شباب الديسكو | مسرحية |
| 1994        | هذا ولدنا         | مسرحية |
| 1998        | الديناصور         | مسرحية |
| 1999        | تويتي             | مسرحية |

## في الشعر
القى الشاعر الدكتور يعقوب يوسف الغنيم في تأبين المخرج وحيد عبد الصمد يونيو 2014 أبيات من الشعر تخليداً لذكراه 
قالوا وحيد مضى عنا فقلت لهم.........يا ضيعة الفن والآداب في البلد
قد كان فينا شديد العزم ملتزما.........لا ينثني عن طريق الجد والجلد
ما زال اصحابه يبكونه حزنا.........ويذكورن به الأفضال للأبد
يارحمة الله حلي قبره أبداً............وأمطريه صبابات من البرد